# Markus Roduner

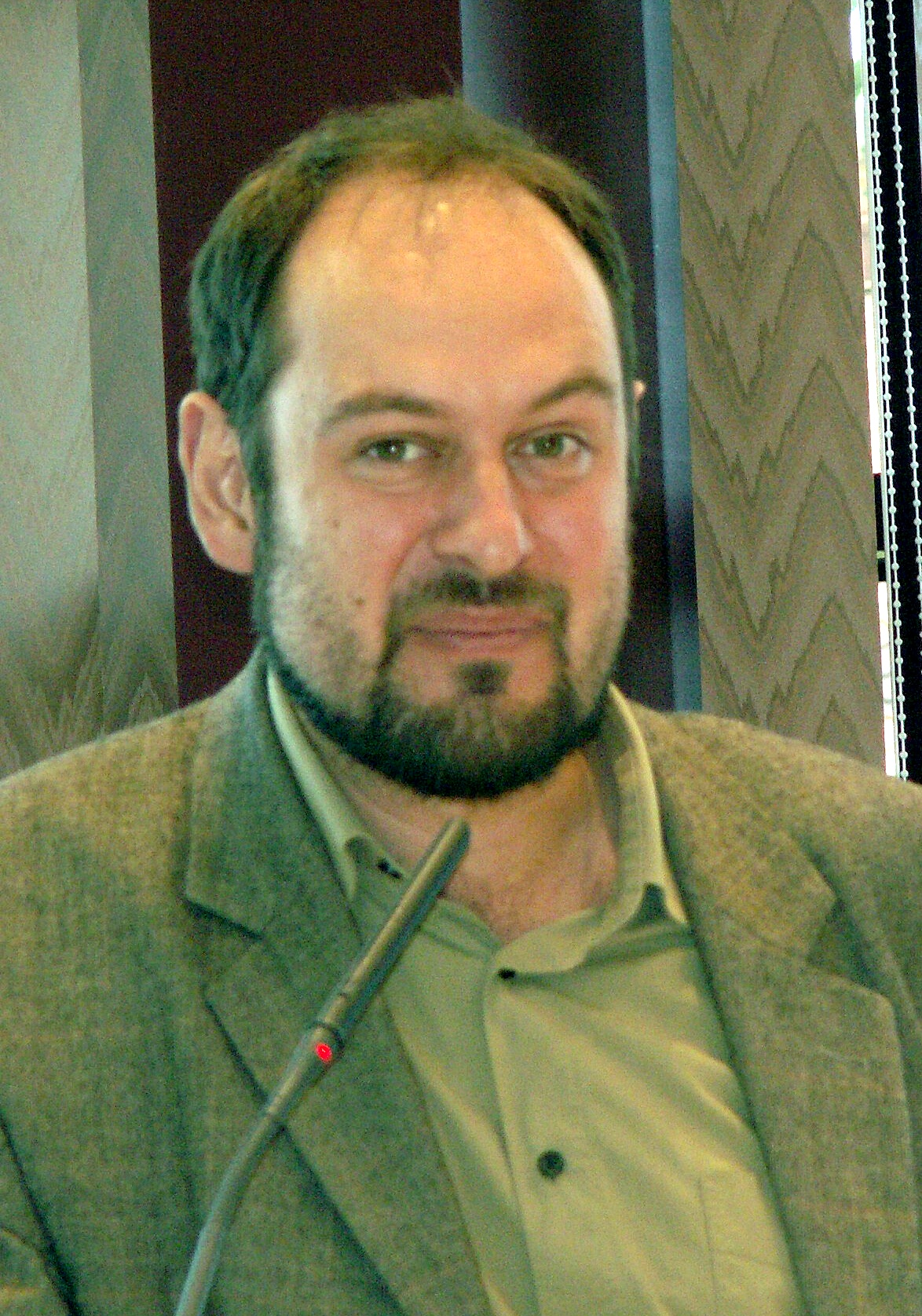
Markus Roduner (2008)

Markus Roduner (* 1967 in Rheinfelden) ist ein Schweizer Übersetzer.

## Leben
Nach der Matura am Humanistischen Gymnasium in Basel studierte Roduner an der Universität Bern Slavistik-Baltistik (Schwerpunkt: Litauisch) und historisch-vergleichende Sprachwissenschaft (Schwerpunkte: Iranistik und Georgisch). Von 1992 bis 1995 und wieder seit 1999 lebt er in seiner Wahlheimat Litauen. Roduner übersetzt seit 2002 litauische und später auch lettische Literatur ins Deutsche, unter anderem den auch in Deutschland erfolgreichen Roman „Die Regenhexe“ von Jurga Ivanauskaitė und den litauischen Klassiker des 20. Jahrhunderts „Der Wald der Götter“ von Balys Sruoga. Seit 2004 organisiert er das Prosafestival „Europäische Literaturtage“ in Litauen, seit 2013 auch ein internationales Festival für Kinder- und Jugendliteratur. Markus Roduner lebt und arbeitet als Lektor und freier Übersetzer in Vilnius.

## Werke (Auswahl)
Als Übersetzer:
- Jurga Ivanauskaitė. Die Regenhexe. Roman. München, dtv, 2002, ISBN 978-3-423-24324-7.
- Jurga Ivanauskaitė. Placebo. Roman. München, dtv, 2005, ISBN 978-3-423-24453-4.
- Balys Sruoga. Der Wald der Götter. Autobiographischer Roman. BaltArt-Verlag, Langenthal, 2007, ISBN 978-3-9523109-1-5.
- Rolandas Rastauskas, Remigijus Treigys. Berlinalijos (Berlinalien). Fotoessayistisches Album. Deutscher Text. Klaipėda, 2008.
- Juozas Lukša-Daumantas. Partisanen. Autobiographische Prosa. BaltArt, Langenthal, 2010, ISBN 978-3-9523109-2-2.
- Marius Ivaškevičius. Die Grünen. Roman. Athena Verlag, Oberhausen, 2013, ISBN 978-3-89896-522-4.
- Alise Tīfentāle. Im Sog von Riga. BaltArt, Langenthal, 2013, ISBN 978-3-9523109-3-9.
- [Pedro Lenz]. Čia aš varatarius, mit Rimantas Kmita aus dem Berndeutschen, BaltArt, Langenthal, 2013, ISBN 978-3-9523109-7-7.
- Dalia Staponkutė. Jenseits vom Entweder-Oder. Essays. Expeditionen, Hamburg, 2015, ISBN 978-3-943863-21-5.
- Alvydas Šlepikas. Mein Name ist Marytė. Roman. Mitteldeutscher Verlag, Halle, 2015, ISBN 978-3-95462-535-2.
- Alvydas Šlepikas. Der Regengott und andere Erzählungen. Mitteldeutscher Verlag, Halle, 2017, ISBN 978-3-95462-813-1.
- Jurgis Kunčinas. Tūla. Corso Verlag, Hamburg, 2017, ISBN 978-3-7374-0740-3.
- Pietinia kronikas. Die Chroniken des Südviertels. Roman. Mitteldeutscher Verlag, Halle, 2019, ISBN 978-3-96311-180-8.

Sachbuch:
- Vasilijus Safronovas. Kampf um Identität. Die ideologische Auseinandersetzung in Memel / Klaipėda im 20. Jahrhundert. Harrassowitz, Wiesbaden, 2015, ISBN 978-3-447-10352-7.

Als Herausgeber und Übersetzer:
- Nuo Bodeno iki Lemano ežero. Lietuvių rašytojų tekstai apie Šveicariją = Vom Bodensee zum Lac Léman. Texte litauischer Schriftsteller über die Schweiz. Šiauliai, Saulės delta / Zürich, Werd Verlag, 2001, ISBN 978-3-85932-366-7.
- Kurt Marti: Da geht ein Mensch / Štai eina žmogus / Dert geit e Mönsch / Va ain žmogs. Gedichte. Deutsch / Berndeutsch und Litauisch / Aukštaitisch. Saulės delta, Šiauliai, 2004. Mit Vladas Braziūnas.
- Kregždutės. Rätoromanische Lyrik. Mit Vladas Braziūnas. Saulės delta, Šiauliai, 2009

## Preise
- Kunst- und Kulturpreis der Stadt Šiauliai, 2008
- Hieronymus-Preis für eine Übersetzung litauischer Literatur in eine Fremdsprache für „Der Wald der Götter“ von Balys Sruoga, 2009
- Georg-Dehio-Buchpreis, Förderpreis, zusammen mit dem Autor Alvydas Šlepikas für „Mein Name ist Marytė“, 2018[2]